# قانون الرصاص والنحاس الأمريكي

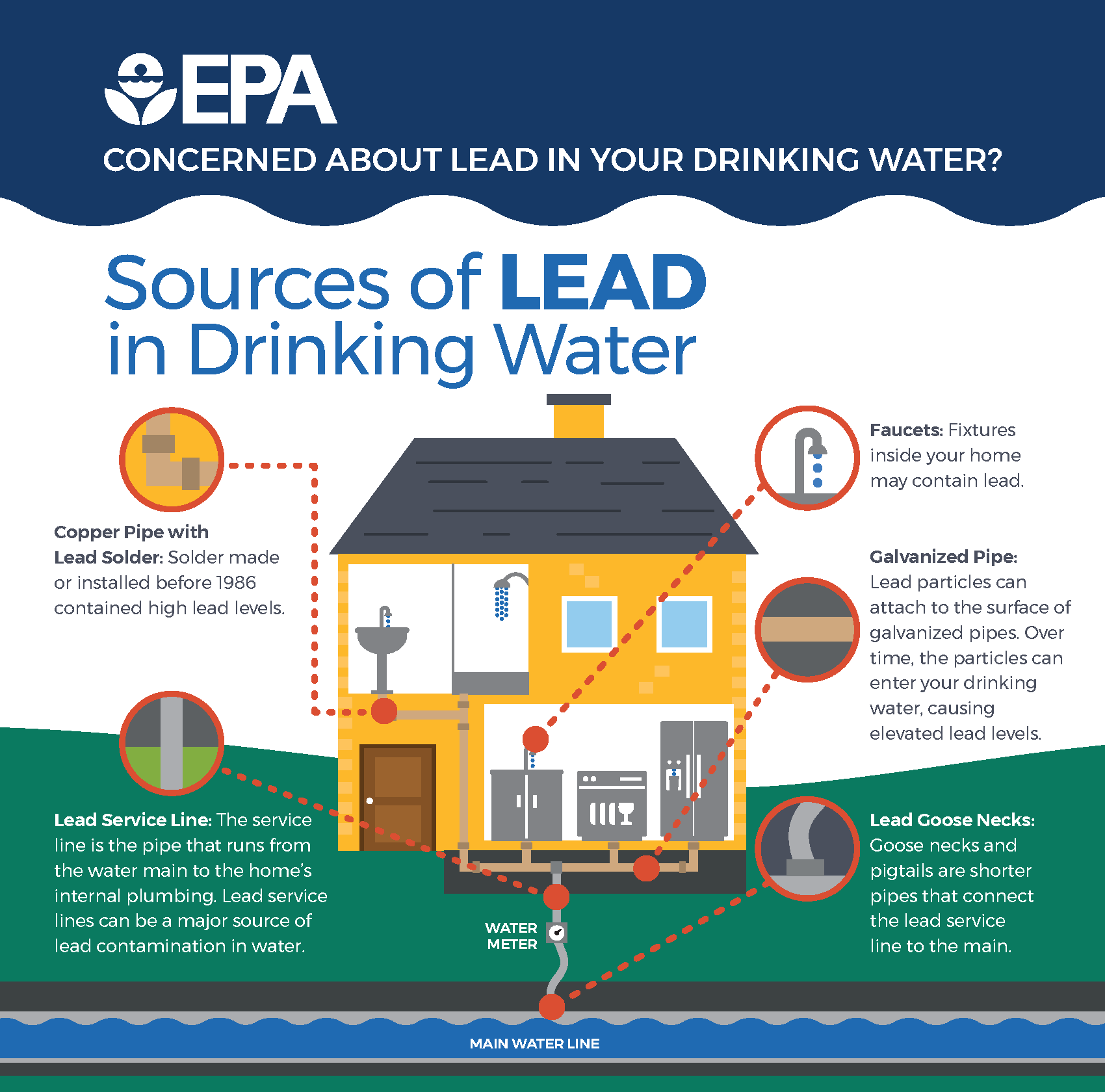

نشرت وكالة حماية البيئة الأمريكية (بالإنجليزية:  the United States Environmental Protection Agency)‏  «قانون الرصاص والنحاس»  (بالإنجليزية:  Lead and Copper Rule)‏ في عام 1991، بهدف تقليص وتحجيم تركيز النحاس الرصاص المسموح به في مياه الشرب العامة بصنابير مياه شرب المستهلكين، بالإضافة إلى تقليص الكمية المسموح بها من تآكل أنابيب المياه والتي تحدث بسبب المياه ذاتها. وكانت وكالة حماية البيئة الأمريكية قد أصدرت تلك التشريعات والتنظيمات إثر إجراء العديد من الدراسات التي أقرت أن للرصاص والنحاس تأثيراً سلبياً ضاراً متنوعاً على الأفراد. مما جعل قانون الرصاص والنحاس يستهدف إلى التقليص والتحجيم من مستويات تواجد مثل تلك المعادن في المياه من خلال تحسين مراكز معالجة مياه الشرب، بالإضافة إلى تقرير مستويات الرصاص والنحاس المسموح بها في مياه شرب المستهلكين وكذلك تقرير مستويات الرصاص والنحاس بأجزاء السباكة المستخدمة للرصاص بها، وكذلك تحديد مصادر المياه كمصدرٍ للرصاص والنحاس. حيث لو تزايدت مستويات الرصاص والنحاس في «مستويات العمل»، يصبح موفري المياه مطالبون حينئذٍ بإعلام مستهلكيهم بطرق كيفية التقليل من فرص التعرض للرصاص. وفي دراسةٍ أُجريت عام 2004- 2005 حول قانون الرصاص والنحاس، أجرتها وكالة حماية البيئة الأمريكية، لوحظ أن ذلك النظام أصبح فعالاً في 96% من الأنظمة التي تخدم ما لا يقل عن 3.300 فرداً.

## الخلفية
أشارت مقالةٌ نُشِرَت عام 1993 في مجلة الصحة البيئية (بالإنجليزية: Journal of Environmental Health)‏ إلى أن أربعة ملايين خطوط أنابيبٍ مصنعةٍ من الرصاص تم استخدامها في ذلك الوقت. فالرصاص كان مادةً مثاليةً لتصنيع الأنابيب، حيث كان للرصاص متسوى درجة تآكلٍ منخفضةٍ بسبب طبقة كربونات الرصاص {رإنج|lead carbonate}} التي كانت تتكون على سطح الأنبوبة. على الرغم من ذلك، فق منعت مستويات {رأس هيدروجيني|الأس الهيدروجيني (pH)]] الكالسيوم المنخفضة من تكوين كربونات الكالسيوم، علاوةً على ذلك، فإن حمضية المياه كانت تحل أو تفكك الرصاص من الأنابيب إلى داخل المياه التي تجري داخلها.
مما دعى الكونغرس الأمريكي إلى تعديل قانون مياه الشرب الآمنة (بالإنجليزية: Safe Drinking Water Act)‏ في عام 1986 لمنع وحظر لحام الرصاص بأي مادةٍ تحتوى على الرصاص بنسبةٍ أكبر من 0.2% وأنابيب الرصاص بأكثر من نسبة 8% من الرصاص.

## تنفيذ القانون
أصدرت وكالة حماية البيئة الأمريكية قانون الرصاص والنحاس؛ وهو القسم الفرعي الأول من قسم 141 من الباب 40 قانون التنظيمات الفيدرالية (بالإنجليزية: Code of Federal Regulations)‏، لأول مرةٍ في السابع من يونيه 1991. في حين نُشِرَ آخر تعديلٍ للقانون في العاشر من أكتوبر 2007م.
وما لبثت أنظمة المياه العامة والتي تخدم أكثر من 50.000 مواطناً إلا أن أصبحت مطالبة، مع بدء تطبيق قانون الرصاص والنحاس عام 1991، بأن تجري مسحاً لأنظمة مراقبة التآكل الخاصة بها وأن تستبدل خطوط أنابيبها بأنظمة مراقبة التآكل المدعومة من قبل الدولة مع حلول 1997 م. مما سيجعل موفردي خدمات المياه والذين يخدمون أعداداً أقل من الأفراد ملزمون باستبدال خطوط أنابيبهم لو تزايدت معدلات التآكل في الصنبور.
كما نشرت وكالة حماية البيئة الأمريكية مراجعاتٍ ثانويةً لقانون الرصاص والنحاس في يناير 2000 م. حيث يطالب هذا القانون موفردى خدمات المياه لإضافة أفضل آلياتٍ لمراقبة التآكل المتاحة في الأسواق وأن يستمروا في متابعة ومراقبة مستويات الت’كل في الأنابيب والمياه، حتى لو تم تنفيذ مراقبة التآكل. حيث بدأت فعاليات تلك المراجعات في الحادي عشر من أبريل 2000.
هذا بالإضافة إلى إجراء بعض التعديلات والمراجعات الثانوية للقانون كذلك في عامي 2004 و2006 م.

## السمات الجوهرية للقانون
- التلوث من أنابيب مياه المستهلك بدلاً من مصادر المياه ذاتها أو حتى أنابيب شركات المياه.
- مستويات التآكل
  - تسعينات المئينيات
  - ليس أعلى مستوى للتآكل (بالإنجليزية: Maximum Contaminant Level)‏
  - خطواتٍ متعددةٍ
- العينة
  - صنبور المستهلك
  - أول سحبٍ للعينة بعد مرور 6 ساعاتٍ من وقت الاتصال
  - المواقع المستهدفة.
- متطلبات تربوية تفصيلية
- استبدال أنابيب الخدمة

يُقَدَرُ مستوى تآكل الرصاص بـ 0.015 ميليغرام / لتر. في حين يصل مستوى التآكل للنحاس بـ 1.3 ميليغرام/ لتر. حيث يجب على ممولي خدمات المياه مراقبة المواقع كما هو محدد في نق القانون. فلو تزايدت قيمة تسعينات المئينيات لكل العينيات عن معدل التآكل المسموح به، فيجب أن يتم إتخاذ التدابير والإجراءات اللازمة. حيث قد تتمثل مثل تلك الإجراءات في إجراء تحقيقاتٍ، أبحاثٍ، صياغة توصياتٍ خاصة بطريقة المعالجة، بالإضافة إلى تضمين أساليب المعالجة اللازمة، فحص مصادر المياه، إزالة مواسير السباكة المحتوية على الرصاص، وكذلك التربية العامة.
وحيث أن معظم الرصاص الموجود في مياه الشرب يتسرب إليها من أنابيب المستهلكين، تجهيزات السبكة المختلفة، وسبائك اللحام، بدلاً من مصادر المياه نفسها، فإن ضرورة أخذ عيناتٍ يصبح أمراً ملحاً. فعلى الرغم من أن الكيمياء تتسم بأنها معقدة، فإن الرصاص المحلول أو الذائب في المياه يتزايد عموماً مع طول الوقت الذي يستمر فيه تواجد المياه في الأنابيب. كما يجب أن تمثل عينات «السحب الأول» مياهاً ظلت مستقرةً بدون حركةٍ في الأنابيب لما لا يقل عن ستة ساعاتٍ تقريباً.
وتكون الأولوية في عملية انتقاء المواقع من خلال تشابه وجود تركيزاتٍ عاليةٍ من الرصاص والتي تؤثر على الأفراد المستخدمين لتلك المياه. وهنا يمكن استخدام سجلات وعقود تسجيل البنايات والمنشآت لتقدير أنواع تجهيزات السباكة واللحام المستخدمة فيها. وهنا تُفَضَل النبايات والمنشآت السكنية على البنايات والمنشآت التجارية. ولا يتم اختبار سوى تلك الصنابير التي يتم استهلاك المياه منها. ممع ملاحظة أن صلاحية أو العمر الإنشائي للسباكة يجب أن يوضع في الحسبان، حيث أن الأنابيب الأقدم قد تصل إلى حالة توازن مع المياه.

## السمات الاستثنائية للقانون
وبسبب أنمصدر الرصاص والنحاس غالباً ما يكون شبكة أنابيب المستهلكين (المتمثلة في حنفيات البرونز والنحاس الأصفر، أنابيب الرصاص واللحام) بدلاً من أي جزءٍ آخرٍ من شبكة سباكة موفري خدمات المياه، أو تجهيزاتهم أو حتى المصدر الرئيسي للمياه، فغالباً ما لا يكون قانون الرصاص والنحاس كغيره من القوانين الصادرة سابقاً في التشريعات والتنظيمات الأولية القومية لمياه الشرب. هذا ويُعَدُ ممولي وموفري خدمات المياه مسؤولين إلى حدٍ ما عن جودة المياه التي تؤخذ منها العينات في الأنابيب والمواقع البعيدة تماماً عن رقابة ممولي الخدمة. وهنا تظهر أكثر سمةٍ استثنائيةٍ للقانون من خلال ذلك الاختلاف.
وبينما تمثل مستويات التلوث القصوى خطورةً ما، وأن القانون يتطلب من ممولي المياه إتخاذ العديد من الإجراءات والتصرفات المبنية على مستويات التلوث القصوى، فإن قانون الرصاص والنحاس ينظم مستوى التلوث في صنابير المستهلكين بناءً على «مستويات التآكل». مع ملاحظة عدم وضع أية مستويات تلوثٍ قصوى للرصاص أو النحاس. فهذه الطريقة تسمح لبعض نسب صنابير المستهلكين المئوية أن تزايد من «مستوى التآكل» بدون إتخاذ أنظمة المياه لاي إجراء تجاه ذلك. حيث قد يمثل تغيير موولي المياه من إتجاه المياه لحل وإذابة الرصاص في شبكة سباكة المستهلكين، وبخاصةً في الأنظمة الكبرى، أكثر فعاليةٍ من ناحية التكلفة الإقصتادية عن استبدال شبكات السباكة للآلاف من المستهلكين.
وكذلك بسبب أن مصدر الرصاص والنحاس هو شبكة سباكة المستهلكين، تصبح عينات الرصاص والنحاس المحددة «أول سحبٍ» للعينة.
أما باقي عينات المياه فيلتقطها العاملون لدى ممولي المياه. مع ملاحظة أن الموظفين المدربين الذين يستخدمون الإجراءات المتسقة معاً ينتجون بياناتٍ أكثر صدقاً وثباتاً. كما تجعل إجراءات عينات السحب الأول من عينات ممولي المياه غير عمليةٍ. فبدلاً من محاولة الحصول على خبيرٍ يمكث في منزل أحد المستهلكين لمدة ست ساعاتٍ، يقوم ممولي المياه بترك قارورات جمع العينات وتعليمات أخذ العينة مع المستهلكين أنفسهم.

## النقد
قام مكتب المحاسبة الحكومي (بالإنجليزية: Government Accountability Office)‏ بالتحقيق في إجراءات الوكالة الأمريكية لحماية البيئة في عام 2003 إثر اكتشاف نسبٍ أعلى من المعدلات المقبولة والمسموح بها من الرصاص والنحاس في مياه الصنابير في مقاطعة كولومبيا. حيث أورد مكتب المحاسبة الحكومي في تقريره أن وكالة حماية البيئة لم تكن تجمع بيانات معدلات وجود الرصاص والنحاس من الولايات على الرغم من المزاعم أن مستويات الرصاص والنحاس قد تناقصت؛ حيث كانت البيانات الواردة من 72 نظامٍ للمياه غائبةً أو مفقودةً. فوكالة حماية البيئة قد كانت تفتقر إلى البيانات بسبب أن المزيد من المصادر تم تكريسها لتخضع تنظيم الرصاص بدلاً من الإبلاغ عن الرصاص الموجود.

## وصلات خارجية
- قانون الرصاص والنحاس الصادر من وكالة حماية البيئة الأمريكية